# Piero Giustinian

Rerum venetarum ab urbe condita historia, Venedig 1670

Piero Giustinian, meist Pietro Giustiniani oder Pietro Giustiniano genannt (* um 1490 in Venedig; † 1576), war ein venezianischer Senator und Geschichtsschreiber.
1518 ist Piero Giustinian, Sohn des Luigi Giustinian, als Angehöriger des Großen Rates fassbar. Er durchlief eine rein lokale Ämterlaufbahn, an deren Ende er Mitglied des Senats war. So bekleidete er die Position eines Savio agli Ordini, eines Maggior Savio sowie eines Esecutore alle Acque. 
1560 erschien seine nicht autorisierte Geschichte der Republik Venedig unter dem Titel Rerum venetarum ab urbe condita historia, die jedoch auf Kritik stieß. So erschien 1575 und 1576 eine auf drei Bände angewachsene, zunächst lateinische Fassung, die später auch in der Volkssprache, dem Volgare, erschien. Obgleich von Ramusio ermuntert, kritisierte später Marco Foscarini, er habe viele der Fehler von Francesco Sansovino abgeschrieben und habe sich vor allem auf seine eigene Epoche konzentriert.
Das auf 17 Bände angelegte Werk, dessen letzter Band, der die Zeit ab 1533 umfasst, wohl auf Geheiß des Verfassers nie publiziert worden ist, ergänzte Emmanuele Antonio Cicogna 1830 durch eine Übersetzung der erhaltenen Handschrift ins Volgare.

## Werk und Ausgaben
- Rerum Venetarum ab urbe condita ad annum 1575 historia, Venedig 1576. Digitalisat
- Le historie Venetiane, del clarissimo S. Pietro Giustiniano, nobile venetiano. Di nuouo reuedute, & ampliate, Nelle quali si contengono tutte le cose notabili, occorse dal principio della fondatione della Città,sino all’anno M D LXXVI. Purhora in lingua volgare tradotte, Lodovico Avanzo, Venedig 1576. (Digitalisat)
- Rerum Venetarum ab urbe condita ad annum 1575 historia, Augsburg 1611 (erste in Deutschland gedruckte Ausgabe). (Digitalisat)
- Dell’historie venetiane, Giovanni Battista Brigna, Venedig 1670. (Digitalisat)